# Liste der Monuments historiques in Saint-Ouen-l’Aumône
Die Liste der Monuments historiques in Saint-Ouen-l’Aumône führt die Monuments historiques in der französischen Gemeinde Saint-Ouen-l’Aumône auf.

## Liste der Bauwerke
| Bezeichnung      | Beschreibung | Standort                | Kennzeichnung | Schutzstatus | Datum | Bild           |
| ---------------- | ------------ | ----------------------- | ------------- | ------------ | ----- | -------------- |
| Abtei Maubuisson |              | (Lage)                  | PA00080199    | Classé       | 1947  | weitere Bilder |
| Taubenturm       |              | Avenue de Verdun (Lage) | PA00080200    | Inscrit      | 1947  | weitere Bilder |
| Kirche St-Ouen   |              | (Lage)                  | PA00080201    | Inscrit      | 1926  | weitere Bilder |

## Liste der Objekte

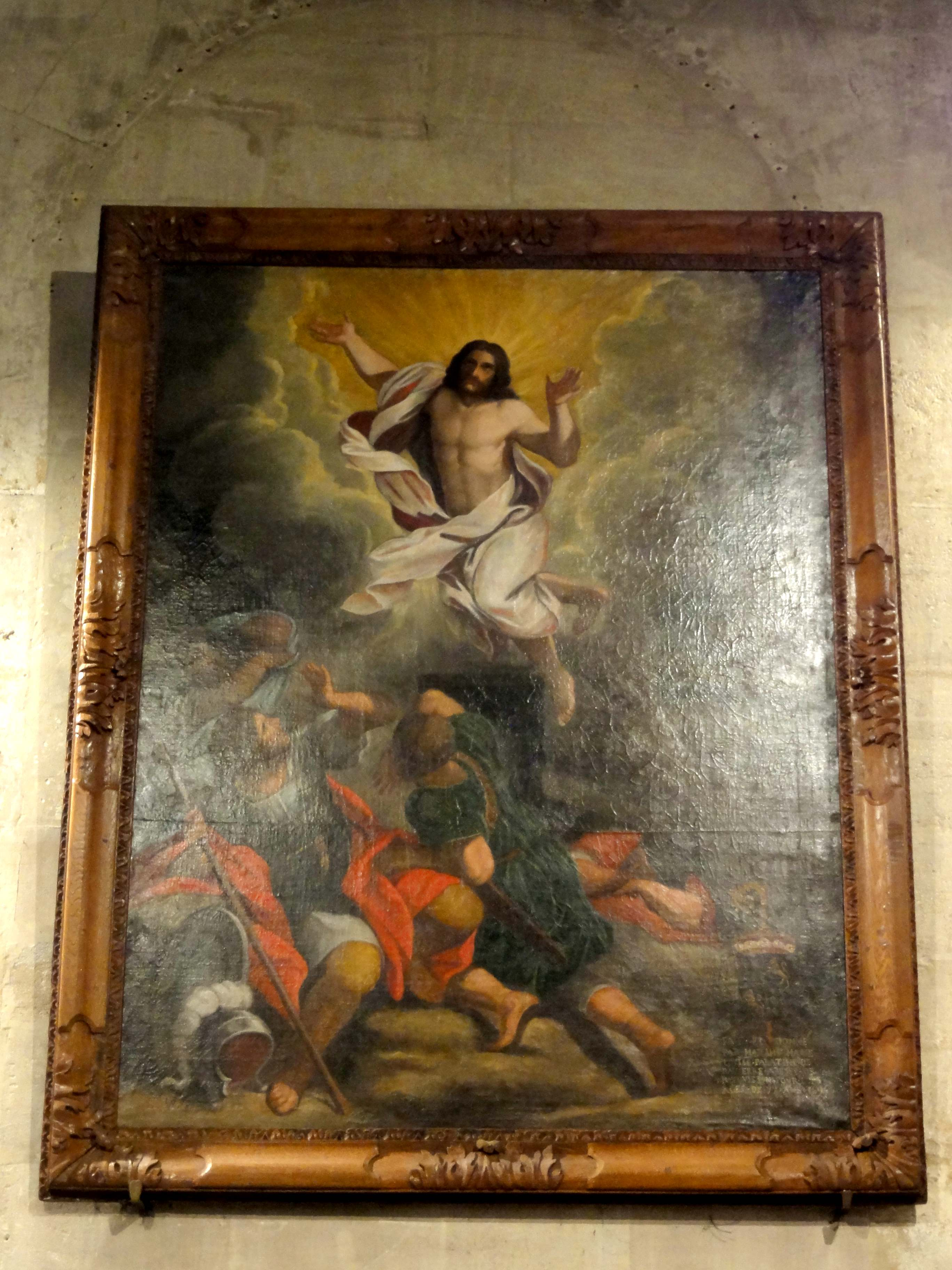
Ölgemälde Auferstehung (1685) von Louise Hollandine de Bavière (1622–1709) in der Kirche St-Ouen

- Monuments historiques (Objekte) in Saint-Ouen-l’Aumône in der Base Palissy des französischen Kultusministeriums